# Sankt Veit an der Glan
Sankt Veit an der Glan er en by i Kärnten i Østrig. Den er hovedby i kommunen af samme navn og har 13.033 indbyggere. Den ligger ved den lille Glan-flod.

## Historie
Fra 1131 ved man, at der på stedet lå en kirke tilegnet Sankt Vitus, og at denne kirke få år senere kom under ærkebiskoppen af Bamberg. Greven af Sponheim blev i 1176 udnævnt til "foged" som beskytter for kirken, og dette gav anledning til, at den by, der var vokset op om kirken, blev hovedstad i Hertugdømmet Kärnten indtil 1518.
Byens rådhus stammer fra 1468, og man kan også se hertugslottet, der daterer sig tilbage til 15. eller 16. århundrede.